# Tramway d'Oulianovsk
 (décembre 2023).
Si vous disposez d'ouvrages ou d'articles de référence ou si vous connaissez des sites web de qualité traitant du thème abordé ici, merci de compléter l'article en donnant les références utiles à sa vérifiabilité et en les liant à la section « Notes et références ».

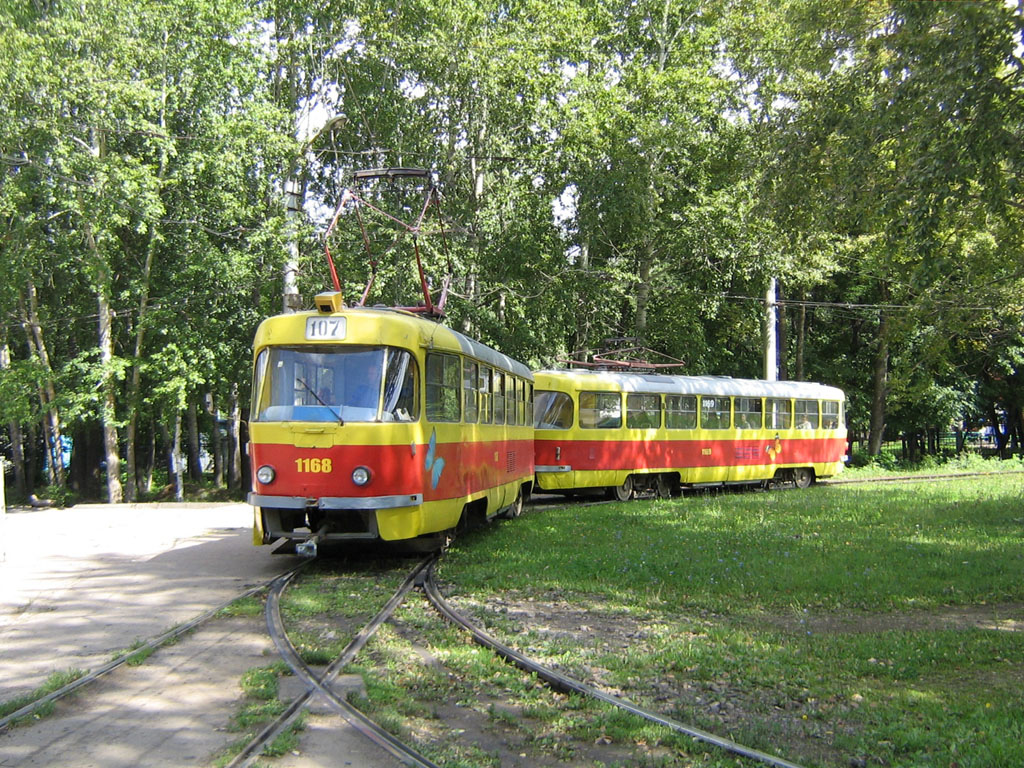
Rames de la ligne 107 du tramway d'Oulianovsk

Le tramway d'Oulianovsk est le réseau de tramways de la ville d'Oulianovsk, capitale administrative de l'oblast d'Oulianovsk, en Russie. Le réseau est composé de dix-sept lignes. La première ligne du réseau a été officiellement mise en service le 5 janvier 1954.